# Aornt Peppelenkamp

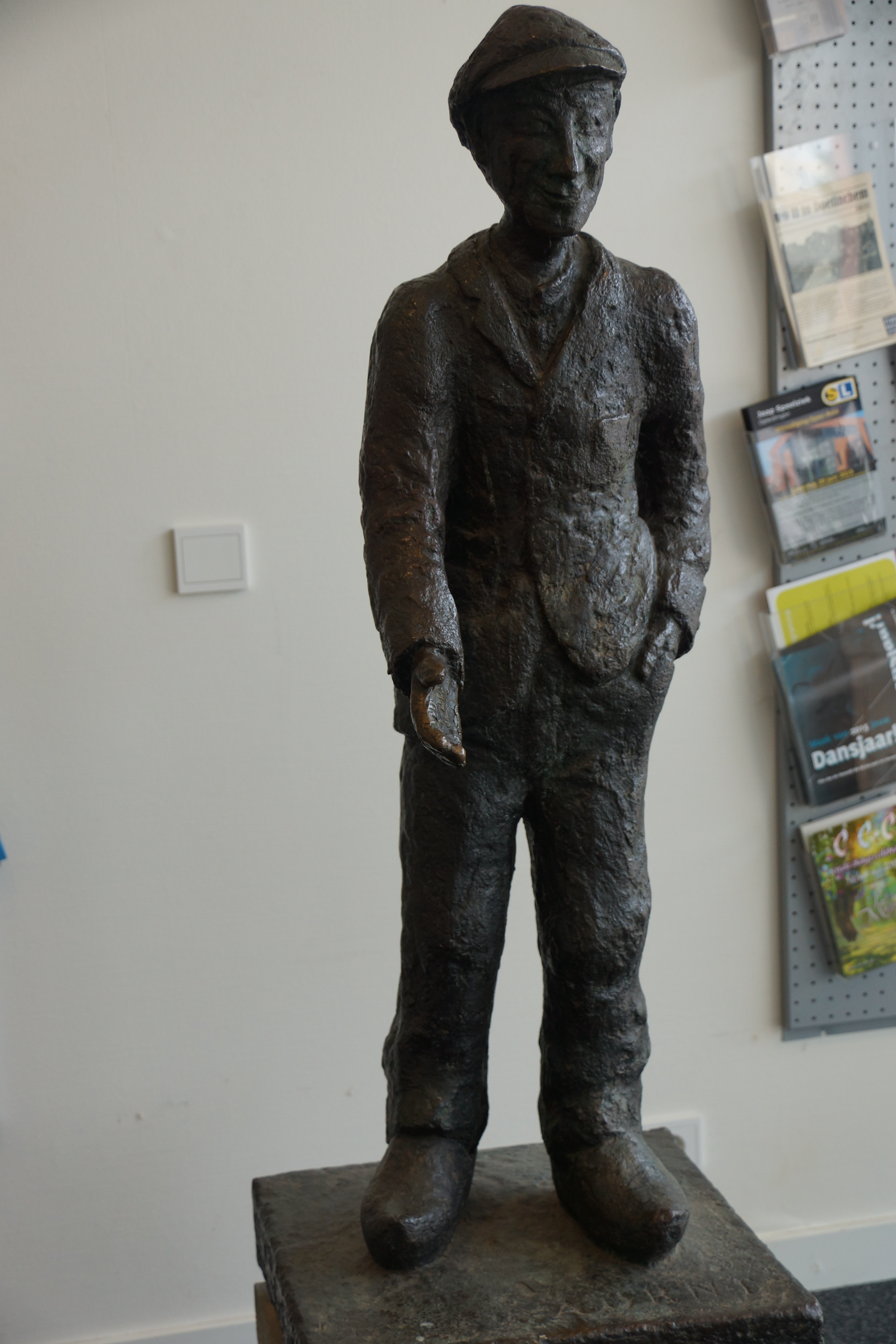
Aornt Peppelenkamp

Aornt Peppelenkamp is een romanfiguur uit de boeken van Herman van Velzen. 

## Achtergrond
Aornt Peppelenkamp, van beroep bezembinder op de Koolhovense heide, is als typische doorsnee Achterhoeker de hoofdpersoon in de verhalenserie. Herman van Velzen is het pseudoniem van Frans Roes een schrijver die bekend is van zijn werken in het Nedersaksisch. Hij schreef veertig jaar lang honderden verhalen die in De Graafschapbode werden gepubliceerd. Veel van de verhalen over Aornt Peppelenkamp spelen zich af in Hengelo en werden geschreven op basis van ware gebeurtenissen, waardoor vele lezers zich met zijn avonturen konden identificeerden. Frans Roes was een van de meest bekende en productieve Achterhoekse auteurs die in de streektaal schreef. Zijn verhalen werden gebundeld in een tiental boeken die werden uitgegeven door Misset-Doetinchem, Witkamp-Enschede en Van den Berg-Enschede. De illustraties werden getekend door Piet te Lintum.
In Hengelo werd een bakstenen muurtje met reliëfportret en een gedenksteen van Aornt Peppelenkamp opgericht. In Doetinchem staat een standbeeld dat in eigendom is van het Staring Instituut. Het stond in de Grutstraat, maar werd in 2011 verplaatst naar het cultuurcluster 't Brewinc.

## Boeken
- Aornt Peppelenkamp Achterhoekse schetsen (1948)
- Dautrappen met Aornt Peppelenkamp: en andere verhalen. (1977)
- Aornt Peppelenkamp (1980)
- Aornt peppelenkamp opni'j
- Aornt en Geerte (2002)